# Reginald Vernon Hume
Reginald Vernon Hume (geboren 7. September 1898; gestorben 4. Oktober 1960) war ein britischer Offizier. Nach dem Zweiten Weltkrieg lieferte er erste Vorschläge zur Bildung des Landes Niedersachsen.

## Leben
Reginald Vernon Hume wirkte während der Weimarer Republik in den Jahren von 1921 bis 1927 als britischer Militärattaché in Berlin.
Nach dem Zweiten Weltkrieg wirkte Hume in den Britischen Militärbehörden von 1945 bis 1947 als „Kommandeur in Hannover“, mit dem Titel als „Colonel“ oder „Oberst“ als „Chef der Militärregierung für den Regierungsbezirk Hannover.“
In der zuvor durch die Luftangriffe auf Hannover zu großen Teilen zerstörten späteren niedersächsischen Landeshauptstadt eröffnete Hume in der Vorweihnachtszeit 1945 als „Brigadier“ gemeinsam mit dem Regierungspräsidenten Wilhelm Ellinghaus eine insbesondere zur Aufmunterung deutscher Kinder gedachte Ausstellung mit Marionettentheater-Aufführungen in dem dafür umfunktionierten Bunker am Listholze.
Am 29. Januar 1946 eröffnete Hume gemeinsam mit „Lt. Col. Britten“, Hinrich Wilhelm Kopf und Wilhelm Ellinghaus die erste Sitzung des ernannten Rates der Stadt Hannover im Hodlersaal des Neuen Rathauses. Das Foto von der Eröffnungssitzung, aufgenommen von Wilhelm Hauschild, findet sich im Historischen Museum Hannover.
Von Hume stammt ein vom 16. März 1946 datierter Plan zur Schaffung eines damals noch nicht realisierten Landes Niedersachsen.
Anfang 1948 wurde Hume von den Streitkräften der Vereinigten Staaten mit The Legion of Merit Degree of Officer ausgezeichnet.
Kurz vor der Gründung der Bundesrepublik Deutschland leitete Reginald Vernon Hume von 1948 bis 1949 die Education Branch der britischen Militärregierung. Anschließend wirkte er zunächst als stellvertretender und von 1952 bis 1955 als „Land Commissioner Schleswig-Holstein.“